# Адугак (острів)
Острів Адугак (також пишеться Adougakh, можливо, від алеут. Adudak; (Unangam Tunuu: Adugax̂) — невеликий острів у групі Лисячі острови у Алеутських островах на південному заході Аляски. Довжина острову становить 2 км і розташований за 8 км від  північно-західного узбережжя острова Умнак. Назву вперше використав у 1840 році Іван Веніамінов. Вона може походити від слова «Адудак», що означає «дещо довгий». 
Він досягає висоти близько 31 м над рівнем моря, а територія навколо острова надзвичайно небезпечна для суден через численні шхери.

## Дика природа
Острів охороняється як лежбище морського лева Стеллера, що перебуває під загрозою зникнення,  їх спостерігають під час зимового годування рибою, що мешкає у водоймах поблизу.
Пижик алеутський колись жив у цьому районі, але зник. Він також зник з інших Алеутських островів, таких як Кігалу та острів Ілак, через інтродукцію хижаків, розливи нафти та смертність від рибальства. 
У деяких тварин на острові, як і на острові  Юнаска, виявлено поліднавірус. 